# Agasi Manukián
Agasi Manukián –en armenio, Աղասի Մանուկյան– (Leninakán, 27 de febrero de 1967–Míchigan, Estados Unidos, 19 de marzo de 2018) fue un deportista armenio que compitió en lucha grecorromana. Ganó una medalla de oro en el Campeonato Mundial de Lucha de 1993 y dos medallas de plata en el Campeonato Europeo de Lucha, en los años 1994 y 1995. Su hermano Mjitar también compitió en lucha grecorromana.

## Palmarés internacional
| Campeonato Mundial | Campeonato Mundial | Campeonato Mundial | Campeonato Mundial |
| Año                | Lugar              | Medalla            | Categoría          |
| ------------------ | ------------------ | ------------------ | ------------------ |
| 1993               | Estocolmo (Suecia) | Medalla de oro     | 57 kg              |
| Campeonato Europeo |                    |                    |                    |
| Año                | Lugar              | Medalla            | Categoría          |
| 1994               | Atenas (Grecia)    | Medalla de plata   | 62 kg              |
| 1995               | Besanzón (Francia) | Medalla de plata   | 57 kg              |